# Ciència de la informació

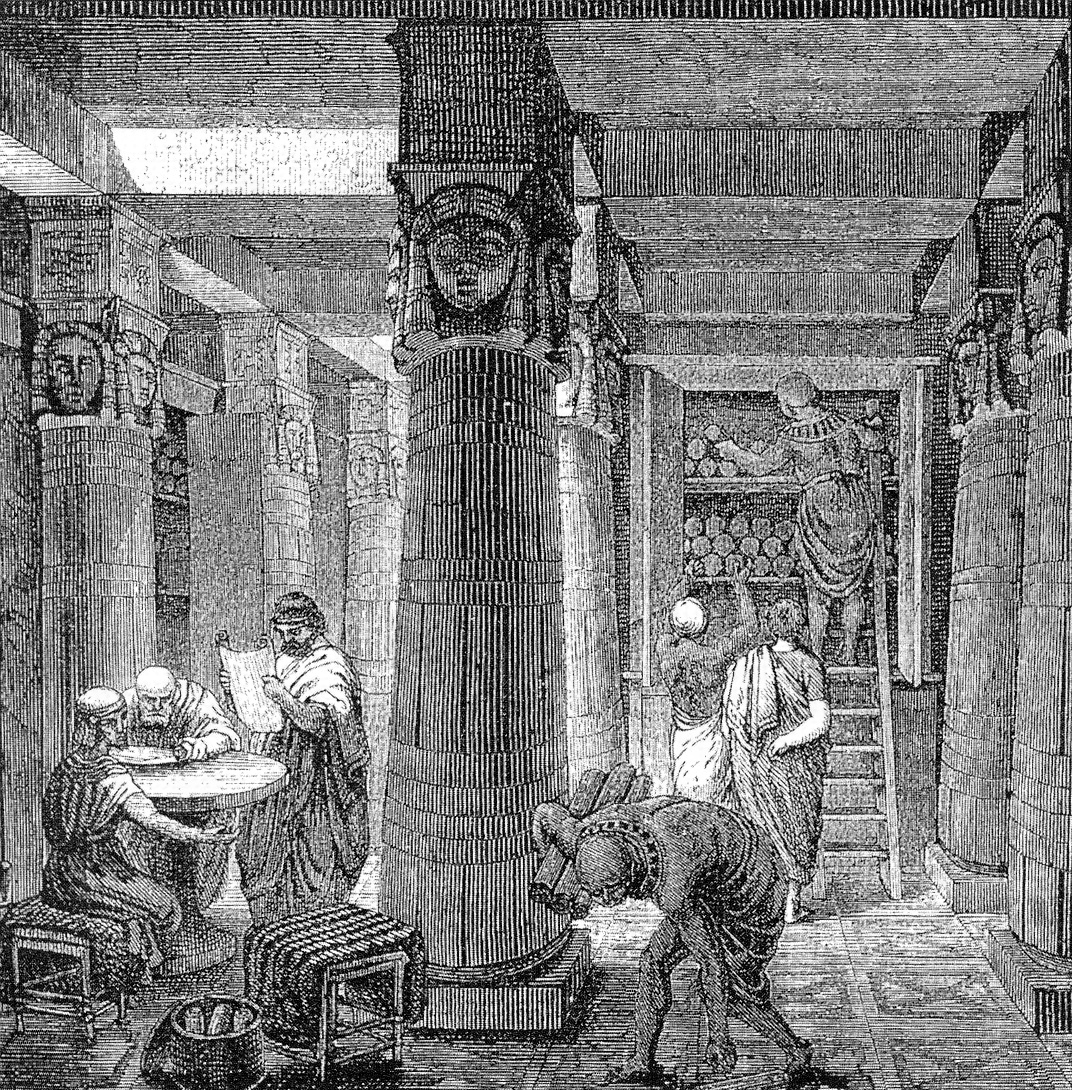
Representació artística de l'interior de la Biblioteca d'Alexandria, a partir d'algunes evidències arqueològiques (O. Von Corven).

La Ciència de la Informació és un camp acadèmic interdisciplinari que s'ocupa de l'anàlisi, recol·lecció, classificació, ús, emmagatzematge, recuperació, difusió i protecció de la informació. Aquestes pràctiques proporcionen l'estudi i aplicació de la informació i el coneixement en organitzacions, interacció entre persones i els sistemes d'informació per tal d'entendre els fluxos i el comportament de la informació.
Acostuma a relacionar-se amb altres àrees de coneixement com l' Enginyeria en sistemes d'informació, Ciències de la computació, Ciència de dades, Ciències de la comunicació, la Museologia, Arxivística i la Biblioteconomia. La relació entre aquests conceptes es deu al fet que en aquestes àrees de coneixement, la informació és un punt de convergència, independentment de la seva mediació amb les noves tecnologies.

## Fonaments

### Abast i enfocament
La ciència de la informació es centra en la comprensió dels problemes des de la perspectiva de les parts interessades i després aplicant la informació i altres tecnologies segons sigui necessari. En altres paraules, aborda els problemes sistèmics primer en lloc de peces individuals de tecnologia dins d'aquest sistema. En aquest sentit, es pot veure la ciència de la informació com una resposta al determinisme tecnològic, la creença que la tecnologia «es desenvolupa per les seves pròpies lleis, que realitza el seu propi potencial, limitat només pels recursos materials disponibles i la creativitat del seu Per tant, ha de ser considerat com un sistema autònom que controla i, en última instància, impregna tots els altres subsistemes de la societat».

Moltes universitats tenen col·legis, departaments o escoles sencers dedicats a l'estudi de la ciència de la informació, mentre que nombrosos estudiosos de la ciència de la informació treballen en disciplines com la comunicació, assistència sanitària, informàtica, leri i sociologia. Diverses institucions han format un Caucus de l'I-School (vegeu Llista d'I-Schools), però moltes altres a més d'aquestes també tenen focus d'informació exhaustiva.
Dins de la ciència de la informació, els problemes actuals a partir de 2013 inclou:
- Interacció home-ordinador per a la ciència
- Groupware
- La Web semàntica
- Disseny sensible al valor
- Processos de disseny iteratiu.
- Les maneres com la gent genera, utilitza i troba informació

### Antecedents
L'aparició de la ciència de la informació és pròpia de segle XX encara que no es pot explicar si no fos per certs esdeveniments propis d'aquest segle. Aquests esdeveniments estan relacionats amb els mecanismes de comunicació en la ciència i les necessitats de disseminar i recuperar informació de les diferents disciplines científiques. Els processos naturals de la producció i divulgació del coneixement científic van implicar un augment en la informació disponible i amb això els mitjans per tractar la informació: identificar, analitzar, classificar i recuperar.
L'entorn informacional que emergeix a inicis de segle XX a partir d'accions propiciades des de les últimes dècades de segle xix, entre elles la creació de la Documentació com una àrea de coneixement a càrrec de Paul Otlet i Henry La Fontaine. Resultat de l'anàlisi i els mitjans per abordar el problema de controlar l'accelerada producció documental de les ciències. La Documentació es proposa com una evolució als mètodes de la "vella Biblioteconomia".
El 1934 es publica el Tractat de la documentació en on s'estableixen les diferències entre llibre i document, entenent a aquest últim des d'un concepte més ampli i universal. Es veu necessari el maneig i processament de nous formats com les fotografies, diapositives, fotocòpies, pel·lícules i programes de ràdio. Es presenta al document com "una cosa que transmet informació principalment escrits de tota mena, però també 'coses' que depenen dels usos a què conceptualment van ser destinats".

### Definicions
El primer ús conegut del terme «ciència de la informació» va ser l'any 1955.ref>«Definition of INFORMATION SCIENCE» (en anglès). www.merriam-webster.com. Arxivat de l'original el 2017-09-25. [Consulta: 25 setembre 2017].</ref> Una definició primerenca de la ciència de la informació (que es remunta al 1968, l'any en què el American Documentation Institute es va rebatejar com a American Society for Information Science and Technology) afirma:
| «           | La ciència de la informació és aquella disciplina que investiga les propietats i el comportament de la informació, les forces que regeixen el flux d'informació i els mitjans de processament de la informació per a una accessibilitat i usabilitat òptimes. S'ocupa d'aquest cos de coneixement relacionat amb l'origen, la recollida , organització, emmagatzematge, recuperació, interpretació, transmissió, transformació i utilització de la informació Això inclou l'autenticitat de les representacions de la informació tant en sistemes naturals com artificials, l'ús de codis per a la transmissió eficient de missatges i l'estudi de dispositius i tècniques de processament de la informació. com els ordinadors i els seus sistemes de programació És una ciència interdisciplinària derivada i relacionada amb camps com les matemàtiques, la lògica, la lingüística, la psicologia, la informàtica, la investigació operativa, les arts gràfiques, les comunicacions, la gestió i altres camps similars tant un component de ciència pura, que investiga el tema sense tenir en compte la seva aplicació, com un component de ciència aplicada, que desenvolupa serveis i productes. | » |
| — Borko, H. | |   |

#### Termes relacionats
Alguns autors utilitzen informàtica com a sinònim de ciència de la informació. Això és especialment cert quan es relaciona amb el concepte desenvolupat per Alexander Ivanovich Mikhailov i altres autors soviètics a mitjans dels anys 60. L'escola Mikhailov va veure la informàtica com una disciplina relacionada amb l'estudi de la informació científica. La informàtica és difícil de definir amb precisió a causa de la ràpida evolució i la naturalesa interdisciplinària del camp. En els programes acadèmics d'Informàtica estan sorgint definicions que depenen de la naturalesa de les eines utilitzades per obtenir informació significativa de les dades.
Les diferències regionals i la terminologia internacional compliquen el problema. Algunes persones assenyalen que gran part del que avui s'anomena «informàtica» abans es va anomenar «ciència de la informació», almenys en camps com la informàtica biomèdica. Per exemple, quan els bibliotecòlegs també van començar a utilitzar la frase «ciència de la informació» per referir-se al seu treball, va sorgir el terme «informàtica»:
- als Estats Units com a resposta dels científics informàtics per distingir el seu treball del de la bibliotecària
- a Gran Bretanya com a terme per a una ciència de la informació que estudia els sistemes de processament de la informació naturals, així com els artificials o d'enginyeria.

Un altre terme discutit com a sinònim d'«estudis de la informació» és «sistemes d'informació». Els Information Systems (1973) de Brian Campbell Vickery van situar els sistemes d'informació dins d'IS. Ellis, Allen & Wilson (1999), d'altra banda, va oferir una investigació bibliomètrica que descrivia la relació entre dos camps diferents: «ciència de la informació» i «sistemes d'informació».

### Filosofia de la informació
La filosofia de la informació estudia els problemes conceptuals que sorgeixen a la intersecció de la psicologia, la informàtica, la tecnologia de la informació i la filosofia. Inclou la investigació de la naturalesa conceptual i els principis bàsics de la informació, incloent la seva dinàmica, utilització i ciències, així com l'elaboració i aplicació de metodologies teòriques i computacionals de la informació als seus problemes filosòfics.

### Ontologia
En ciència i ciència de la informació, una ontologia representa formalment el coneixement com un conjunt de conceptes dins d'un domini, i les relacions entre aquests conceptes. Es pot utilitzar per raonar sobre les entitats d'aquest domini i es pot utilitzar per descriure el domini.
Més concretament, una ontologia és un model per descriure el món que consta d'un conjunt de tipus, propietats i tipus de relació. El que es proporciona exactament al voltant d'aquests varia, però són l'essencial d'una ontologia. En general, també s'espera que hi hagi una gran semblança entre el món real i les característiques del model en una ontologia.
En teoria, una ontologia és una «especificació formal i explícita d'una conceptualització compartida». Una ontologia representa un vocabulari compartit i taxonomia que modela un domini amb la definició d'objectes i/o conceptes i les seves propietats i relacions.
Les ontologies són els marcs estructurals per organitzar la informació i s'utilitzen en intel·ligència artificial, la Web semàntica, enginyeria de sistemes, enginyeria de programari, informàtica biomèdica, biblioteconomia, marcador d'interès empresarial i arquitectura de la informació com a forma de representació del coneixement sobre el món o alguna part d'aquest. La creació d'ontologies de domini també és essencial per a la definició i l'ús d'un marc d'arquitectura empresarial.

## Ciències de la Informació Documental

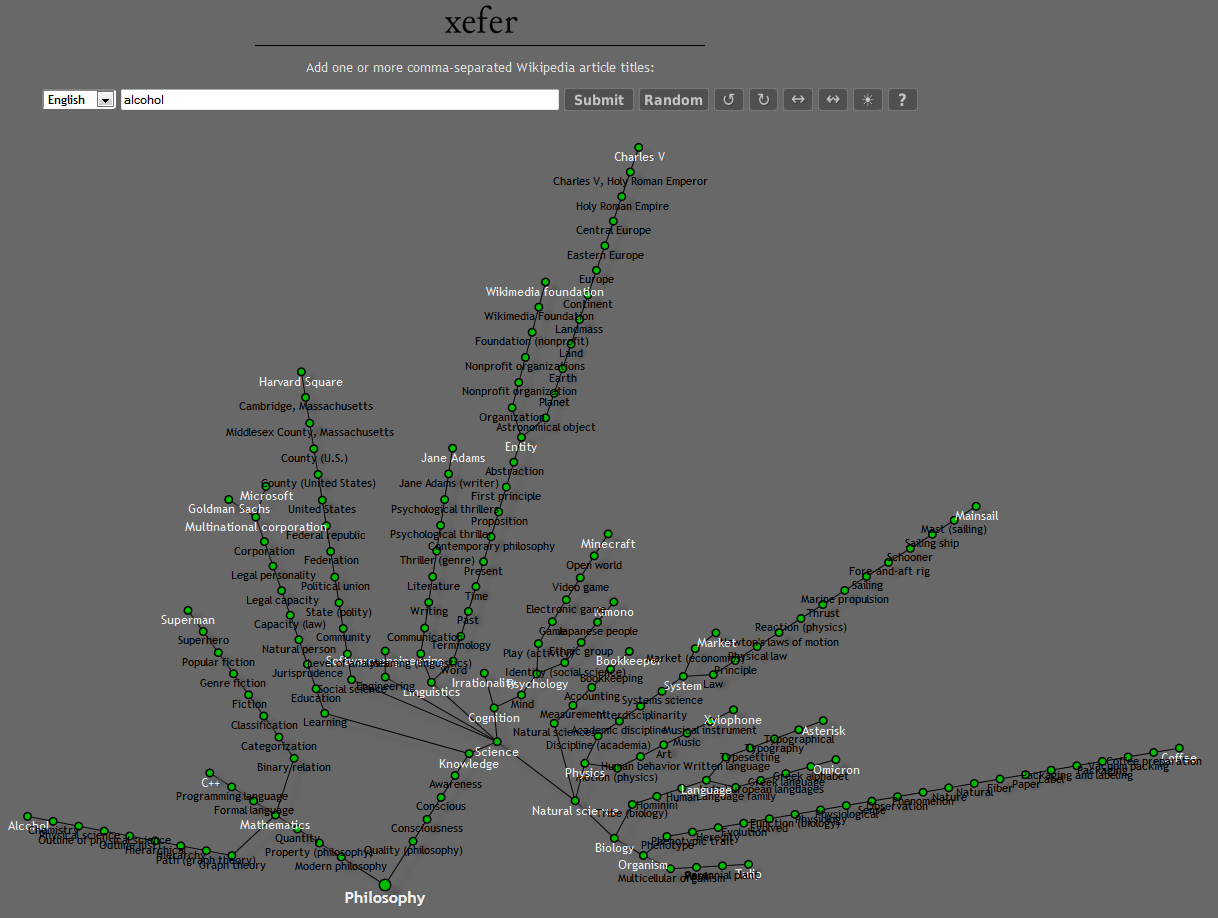
Aquest gràfic mostra els enllaços entre articles de Viquipèdia. La ciència de la informació inclou estudis sobre com els temes es relacionen entre ells i com els lectors relacionen conceptes.

Diversos autors sostenen que la "Informació documental" és part autònoma dins de les Ciències de la Informació, amb la finalitat d'oferir l'organització, conservació, disposició i recuperació dels registres d'informació cultural, representant la memòria bibliogràfica, històrica i cultural a tota mena de suport. Les biblioteques, els arxius, els centres de documentació i els museus són llocs que custodien i permeten l'accés al patrimoni de la humanitat i, per tant, tenen funcions educatives i culturals.

## Altres denominacions
- Ciències de la Informació i la Comunicació: presents a França i Espanya, els pares fundadors Robert Escarpit i Jean Meyriat (entre d'altres), es caracteritza per postular la comunicació com un procés on la informació és el contingut, s'enforteixen les eines metodològiques pròpies d’aquesta àrea com són l'anàlisi de continguts, d'audiències, estudis bibliomètrics i infomètrics. Al final, fa èmfasi en el fet que els professos relacionats amb l'estudi de la informació i la comunicació estan intervinguts pels aspectes socials i culturals.
- Informàtica: denominació donada en 1966, en la desapareguda URSS a el camp d'estudi encarregat d'optimitzar els processos de la informació científica en exclusiva, mitjançant la seva recol·lecció, registre, processament, analític-sintètic, emmagatzematge, recuperació i difusió.[15]